# Koubba Ba'Adiyn
Koubba Ba'Adiyn, també anomenada Qubba Ba'Adiyn o Koubba almoràvit (àrab: القبة المرابطية, al-Qubba al-Murābiṭiyya, ‘la Cúpula almoràvit’), és un petit edifici en forma de cúpula recentment restaurat; data de principis del segle xii i és l'únic exemple d'arquitectura almoràvit a Marràqueix, al Marroc.
La Koubba Ba'Adiyn és a prop del Museu de Marràqueix i a uns 40 m al sud de la mesquita de Ben Youssef. Fou construïda el 1117 i es va reestructurar al segle xvi i xix. Es va redescobrir el 1948 i s'excavà el 1952, després d'estar enterrada per sota d'una de les dependències de la mesquita Ben Youssef.

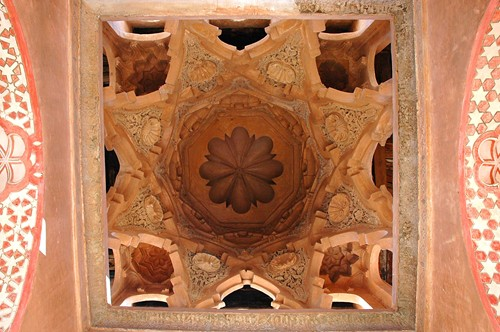
Interior de la cúpula

La cúpula s'havia utilitzat per a les ablucions abans de l'oració (depenent de la hidràulica revolucionària de khettaras, sistemes de drenatge), i també tenia un sistema de lavabos, dutxes, i fonts per a beure. Pertanyia a una mesquita d'almoràvit, ara desapareguda. La cúpula s'alça sobre d'una font rectangular. L'interior està ricament decorat amb dibuixos florals (cons de pins, palmes i fulles d'acants) i cal·ligrafia. La decoració epigràfica, que cobreix i voreja les estructures, és notable pel fet que la inscripció de fundació sigui la inscripció més vella en escriptura magrebí cursiva a l'Àfrica del Nord. Els materials utilitzats són el marbre i la fusta de cedre.